# Baiard
Un baiard o civera és un aparell (una mena de llitera) format de dues barres llargues paral·leles amb una plataforma al mig per a transportar-hi, generalment a pes de braços, persones, materials de construcció i altres objectes.
La plataforma del mig sovint està esculturada i damunt la qual es col·loca el que es vol transportar.
Un baiard és un marc pla, tradicionalment fet de fusta però de vegades d'altres materials. En l'antiguitat els cadàvers humans es disposaven directament en un baiard.
En llatí el baiard s'anomena ferculum.
En els funerals moderns es fan servir baiards sobre rodes plegables d'alumini per a moure el taüt.

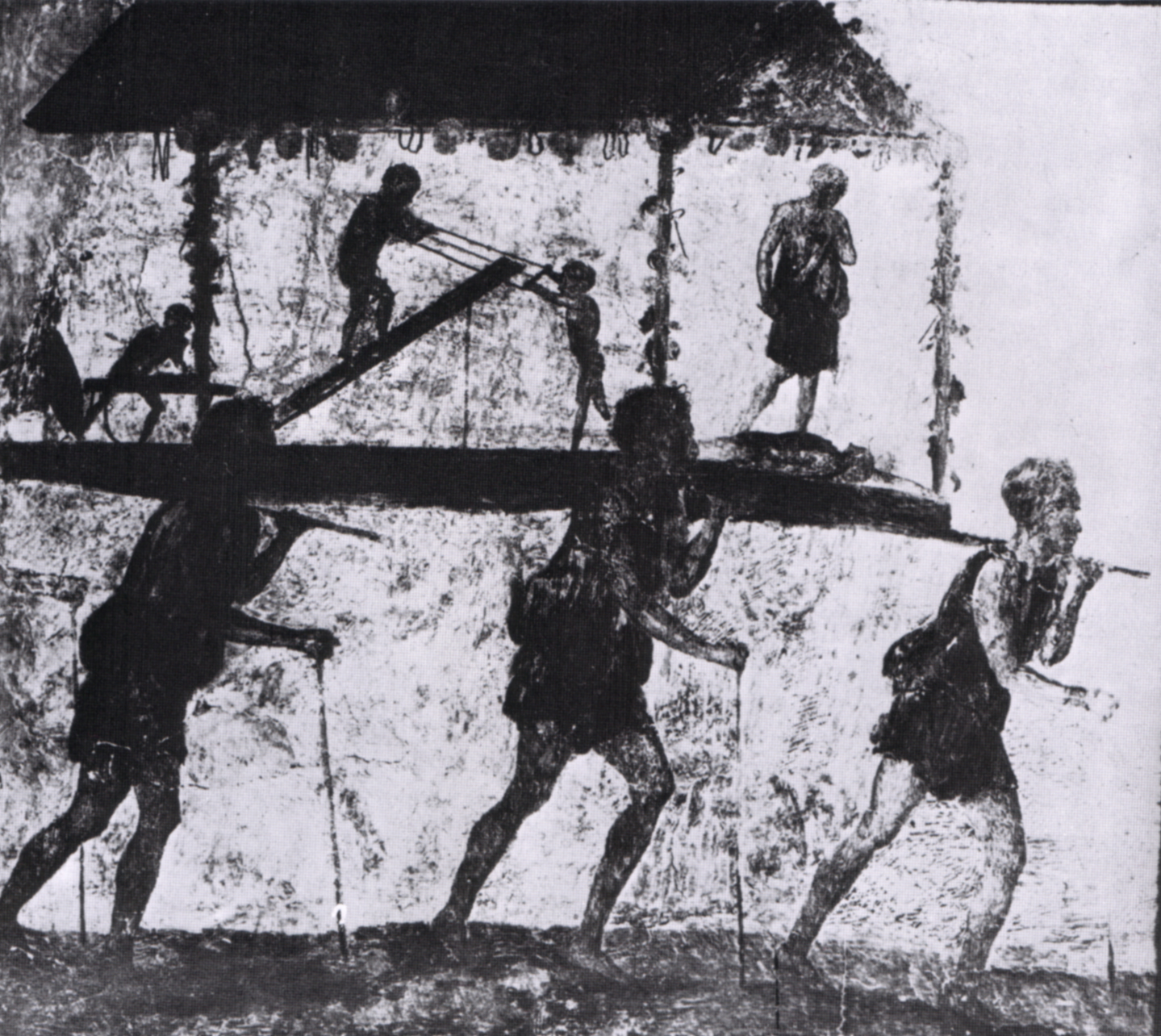
Un baiard o ferculum en un fresc de Pompeia
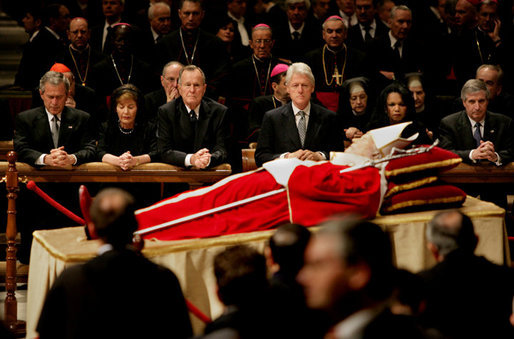
El cadàver del Papa Joan Pau II posat en un baiard a la Basílica de Sant Pere de Roma
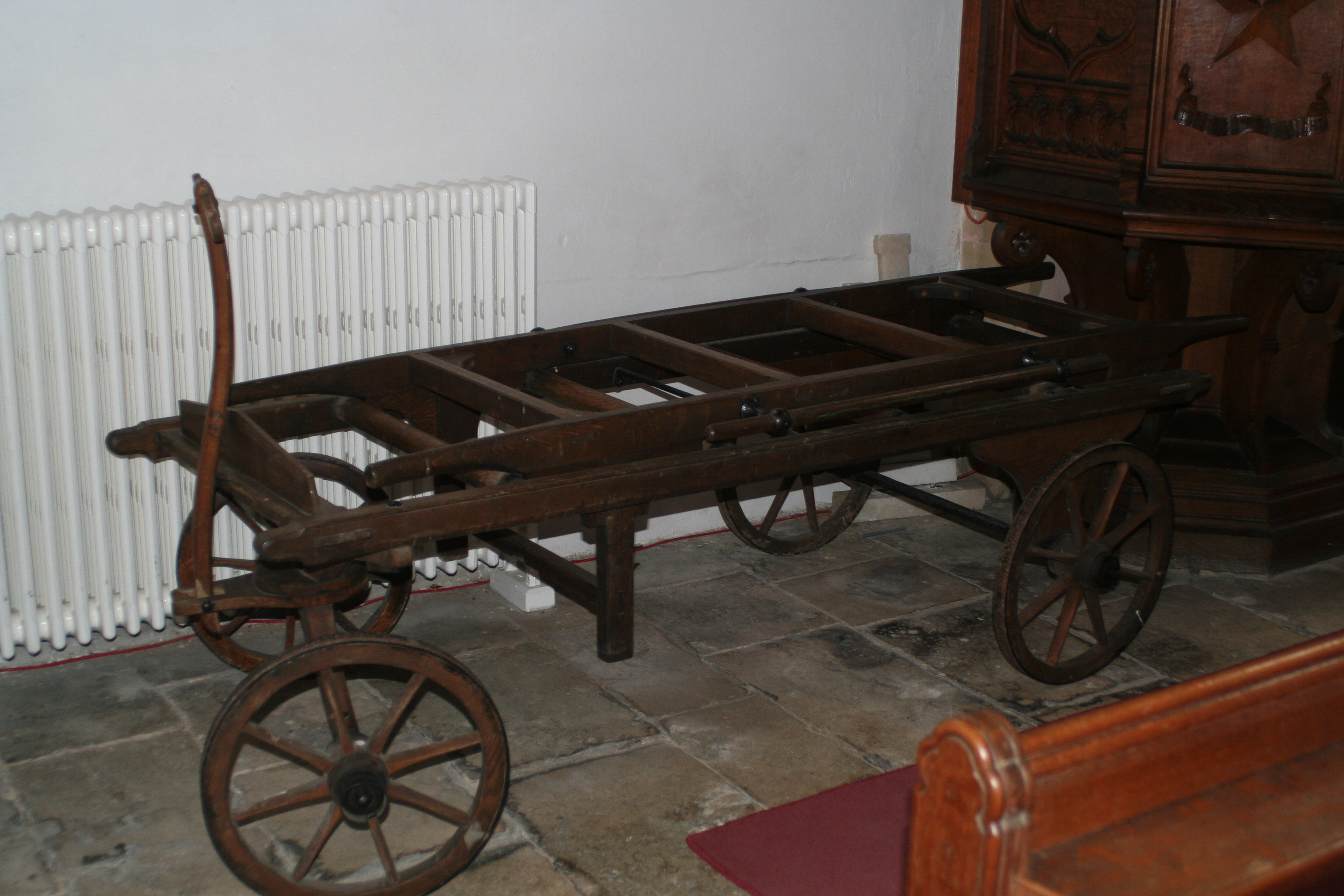
Un baiard amb rodes, en anglès anomenat bier, de l'església de Grendon, Northamptonshire

Es fan servir diferents tipus de baiards en infermeria, les indústries de la pell i el salvament d'accidentats. En el cas d'accidentats en muntanyes nevades s'acostuma a fer-los improvisadament.